# Centrale nucléaire de Crystal River
La centrale nucléaire de Crystal River 3, située dans le comté de Citrus près de la rivière Crystal en Floride sur un site d'environ 19 km², a été définitivement fermée par son propriétaire en février 2013.

## Description
La centrale était équipée d'un réacteur à eau pressurisée (REP) construit par Babcock and Wilcox. 
- Crystal River 3 : 842 MWe, mis en service en 1977 pour 40 ans (2016), mais fermée (en février 2013) avant cette date.

L'usine possède aussi 4 groupes électrogènes (charbon/fuel) :
- 2 unités produisant 865 MWe, construites dans les années 1960.
- 2 unités produisant 1 437 MWe, construites dans les années 1980.

Le site avait une capacité totale de production de 3 144 MWe.

## Exploitant
À l'origine, Crystal River 3 appartenait à Florida Progress Corporation et elle était exploitée par sa filiale Florida Power Corporation. En l'an 2000, elle a été vendue à Carolina Power & Light au sein d'une nouvelle compagnie Progress Energy qui est devenu l'exploitant du site.

## Fermeture
La centrale ne produit plus d'électricité depuis que l'exploitant, Progress Energy, a décidé de faire une mise à niveau des systèmes de génération de vapeur. Pendant la mise à niveau, des remplacements de générateurs de vapeurs sont programmés. Lorsque les ouvriers pratiquent une ouverture pour accéder à ces générateurs, une fissure se forme dans l'enceinte de confinement en béton armé . Cette fissure est réparée mais d'autres apparaissent. Les ingénieurs suspectent un délaminage de l'enceinte en béton. Le problème est localement résolu par les ouvriers mais est observé dans plusieurs autres zones. Ces perturbations retardent considérablement le redémarrage de la centrale qui était initialement prévu en avril 2011. En juin 2011, Progress Energy confie qu'un redémarrage ne sera pas possible avant 2014 . Les premières estimations de coûts sont entre 900 millions de dollars et 1,3 milliard de dollars . Cependant celles-ci sont revues par une tierce partie indépendante qui les estime au mieux à 1,5 milliard et dans le pire des cas à 3,4 milliards de dollars. En février 2013, Duke Energy annonce la fermeture définitive de la centrale.
Selon la NRC, bien que Duke Energy assure avoir retiré tout le carburant radioactif du réacteur, il reste de ce carburant sur le site . Le transfert des derniers déchets est programmé pour 2017 et la date d'utilisation du site sans restriction est 2074 .